# Ordre de Livonie
 (octobre 2020).
Si vous disposez d'ouvrages ou d'articles de référence ou si vous connaissez des sites web de qualité traitant du thème abordé ici, merci de compléter l'article en donnant les références utiles à sa vérifiabilité et en les liant à la section « Notes et références ».
L'ordre de Livonie ou ordre Livonien (en allemand : Livländischer Orden), est un ordre militaire issu de l'ordre des chevaliers Porte-Glaive après sa défaite face aux Samogitiens et aux Lituaniens à la bataille de Saule en 1236. Les Porte-Glaive sont alors intégrés à l'ordre Teutonique, en tant qu'ordre de Livonie. Celui-ci conserve une certaine autonomie, en particulier en ce qui concerne le contrôle du territoire livonien à travers la confédération de Livonie. 
Après la sécularisation de l'ordre Teutonique en Prusse en 1525, l'ordre de Livonie redevient indépendant jusqu'à sa propre sécularisation en 1561.

## Histoire

### L'ordre des Porte-Glaive (1202-1236)
Au cours des croisades baltes, l'ordre militaire des chevaliers Porte-Glaive est fondé en 1202 à Dünamünde (Daugavgrīva) par l'abbé Theoderich von Treyden à l'initiative d'Albert de Buxhoeveden, évêque de Riga. Il est composé de « moines guerriers » germaniques et a pour but de christianiser les populations baltes de Livonie, qui sont majoritairement païennes. 
Leur règle se fonde principalement sur celle des Templiers. Les membres de cet ordre portent une robe de serge blanche avec une chape noire ; deux glaives rouges croisés de noir sont brodés sur la poitrine, et un autre à l'épaule gauche. 

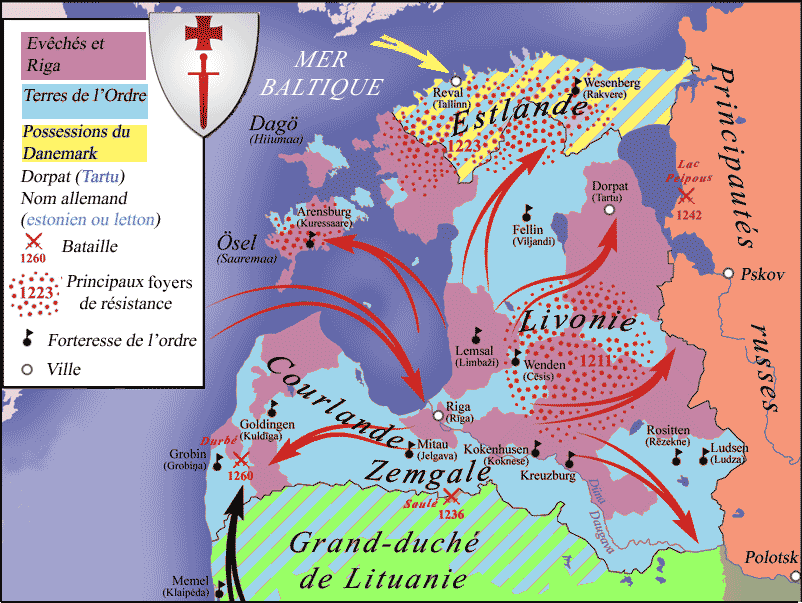
Les conquêtes de l'ordre jusqu'en 1260.

### L'union avec les Teutoniques (1236)
Après des succès initiaux, les chevaliers sont vaincus par les Samogitiens le 22 septembre 1236 à Šiauliai ; le grand maître Volquin de Naumbourg trouve la mort sur le champ de bataille. De ce fait, Hermann von Salza, grand maître de l'ordre Teutonique, déjà bien implanté en Prusse, négocie avec le pape Grégoire IX le rattachement à son ordre des chevaliers Porte-Glaive. L'année suivante, l'union est scellée à la résidence pontificale de Viterbe en Italie : les restes de l'ordre sont incorporés dans celui des chevaliers Teutoniques sous le nom d'ordre de Livonie. L'unification est reconnue et soutenue par l'évêque de Riga, Nicolas de Nauen, qui consolide sa position. 
Les deux branches de l'ordre Teutonique, associées sur le plan militaire, restent séparées formellement et administrativement. L'ordre de Livonie a à sa tête un maître, et non plus un grand maître.

### Conquête des pays baltes et défaites face aux Russes (1237-1268)
À partir de 1237, l'ordre achève la conquête des régions baltes de Courlande, de Sémigalle et de Livonie, tandis que le nord de l'Estonie autour de Reval (Tallin) resta sous le contrôle du roi Valdemar II de Danemark. 
En revanche, les tentatives pour envahir la république de Novgorod et pour s'emparer de la ville de Pskov restent infructueuses. 
En 1242, les chevaliers Teutoniques et Livoniens sont vaincus par le prince Alexandre Nevski à la bataille du lac Peïpous. 
En 1268, les troupes coalisées des chevaliers Teutoniques et des Danois sous le commandement du maître Otto von Lutterberg sont vaincues par le prince Dimitri Ier Vladimirski à la bataille de Rakvere (Wesenberg) en Estonie. 
Ces défaites marquent la fin de l'expansion vers l'est de l'ordre. 

### L'apogée (1268-1410)
L'Estonie est achetée par l'ordre de Livonie au roi Valdemar IV de Danemark en 1346, après le soulèvement de la nuit de la Saint-George.

### La période du déclin de l'ordre Teutonique (1410-1525)
En 1410, les chevaliers Teutoniques sont sévèrement battus par les Polonais à Grunwald, qui marque le début d'un long déclin. L'ordre de Livonie, dont le maître est alors Conrad de Vitinghove, ne participe pas à cette bataille, ayant conclu un accord de neutralité avec le grand-duc de Lituanie Vytautas.
En 1419, l'archevêque de Riga réunit pour la première fois la diète (Landtag) de Livonie, où sont représentés les évêques, l'ordre de Livonie, leurs vassaux et les villes de Riga, Reval et Dorpat.
le 1er septembre 1435, l'ordre subit une défaite lors de la bataille de Pabaiskas contre le grand-duché de Lituanie, bataille durant laquelle le maître Franco Kerskorff et de nombreux chevaliers sont tués. Le 4 décembre 1435 est signé un accord de confédération entre les participants à la diète.
L'ordre de Livonie reste de nouveau neutre dans les conflits ultérieurs des Teutoniques avec le royaume de Pologne et le grand-duché de Lituanie, notamment pendant la guerre de Treize Ans (1454-1466), au terme de laquelle, par le traité de Thorn (1466), l'ordre Teutonique cède la partie occidentale de ses territoires au royaume de Pologne (Prusse royale, incluant Dantzig). 
En 1491, le maréchal de Livonie, Walter de Plettenberg, est vainqueur de l'archevêque de Riga à Neuermühlen (Ādaži), établissant la suprématie de l'ordre sur la Livonie. En 1494, il devient maître de Livonie, fonction qu'il occupe encore en 1525, date de la fin de l'ordre Teutonique en Prusse.
La guerre polono-teutonique de 1519-1521 est le prélude des événements de 1525. Les combats prennent fin en avril 1521, sous la pression de l'empereur Charles Quint, par un armistice établissant une trêve de 4 ans. Durant cette trêve, le grand maître de l'ordre Teutonique, Albert de Brandebourg-Ansbach, va profiter d'une situation historique exceptionnelle.

### La sécularisation de l'État teutonique de Prusse (1525) et ses conséquences
Le début des années 1520 est en effet marqué par l'irruption de la Réforme dans le Saint-Empire, avec la rupture de Martin Luther, excommunié en janvier 1521 et mis au ban de l'Empire en juin, mais protégé par plusieurs princes. Albert de Brandebourg se rapproche assez vite de Luther et de ses partisans, puis se convertit lui-même au luthéranisme. Il négocie alors avec le roi de Pologne le traité de Cracovie (5 avril 1525), par lequel la Prusse teutonique devient le duché héréditaire de Prusse, vassal de la Pologne. Il procède ensuite à la sécularisation des biens de l'ordre dans le territoire ducal, puis impose le luthéranisme comme religion officielle (mandement du 6 juillet 1525).
L'ordre de Livonie, dont le maître est alors Walter de Plettenberg, refuse de suivre son exemple et retrouve son indépendance par rapport aux Teutoniques, alors même que dans l'Empire, les chevaliers opposés à la sécularisation maintiennent l'ordre Teutonique sous la direction de Walter de Cronberg, maître d'Allemagne en 1526, puis grand-maître en 1527. 

### Les dernières années de l'ordre de Livonie (1525-1561)
Au début de la guerre de Livonie, l'ordre subit une défaite grave face aux troupes de la grande-principauté de Moscou à Ergeme en 1560. Il demande alors la protection du roi de Pologne et grand-duc de Lituanie Sigismond II Auguste, mais celui-ci exige des contreparties. Le maître de l'ordre de Livonie, Gotthard Kettler, converti au luthéranisme, sécularise à son tour l'ordre qu'il dirige, mais ne peut prendre le contrôle que d'une petite partie du territoire, au sud de la Daugava, qui devient le duché de Courlande et Sémigalle. La plus grande partie du territoire forme le duché de Livonie, attribué au grand-duché de Lituanie, tandis que le duché d'Estonie tombe sous la domination de la Suède.

### Documents
- Un sceau de l'ordre de Livonie[1]

Ce sceau porte l'inscription suivante : 
- texte latin original : S•MAGISTRI•ET FRM•MILICIE CRI•DE•LIVONIA
- texte latin complet : S(igillum) magistri et fr(atru)m milici(a)e C(h)ri(sti) de Livonia
- traduction : « Sceau du maître et des frères de l'armée du Christ de Livonie »